# ميلود حيمي
ميلود حيمي (مواليد 8 يوليو 1978) هو ملاكم مغربي، مثّل بلاده في الألعاب الأولمبية الصيفية 2004.

## روابط خارجية
ميلود حيمي على موقع اللجنة الأولمبية الدولية (الإنجليزية)
- ميلود حيمي على موقع أوليمبيديا (الإنجليزية)